# Juden in der DDR
Die Geschichte der jüdischen Bevölkerung in der Deutschen Demokratischen Republik (DDR) von 1949 bis 1990 ist geprägt von einem vielschichtigen Spannungsfeld zwischen der offiziellen antifaschistischen Staatsethik und der tatsächlichen Lebenserfahrung der jüdischen Minderheit. Obwohl der Antifaschismus als Staatsdoktrin proklamiert wurde, sahen sich jüdische Gemeinschaften und Einzelpersonen wiederholt mit politischer Unterdrückung und einer antizionistischen Außenpolitik konfrontiert. Diese Gegebenheiten führten zu einer erheblichen Einschränkung des jüdischen Lebens in der DDR und brachten viele Juden dazu, das Land zu verlassen.

## Historischer Kontext
Nach der Befreiung vom Nationalsozialismus im Jahr 1945 kehrten etwa 3000 jüdische Überlebende und Emigranten in die Sowjetische Besatzungszone (SBZ) zurück. Unter ihnen waren viele Kommunisten, die aktiv am Aufbau des sozialistischen Staates mitwirken wollten. Bei der Gründung der DDR im Jahr 1949 war die jüdische Bevölkerung auf ungefähr 500 Personen geschrumpft, verteilt auf fünf Gemeinden in Berlin, Dresden, Leipzig, Erfurt und Karl-Marx-Stadt (heute Chemnitz).

## Politische Unterdrückung in den 1950er Jahren
Die frühen 1950er Jahre waren von antisemitischen Kampagnen geprägt, die im Kontext der stalinistischen Säuberungen stattfanden. Jüdische Bürger wurden pauschal als „kosmopolitische Elemente“ oder „Zionisten“ verdächtigt. Der Slánský-Prozess in Prag 1952, bei dem elf der vierzehn Angeklagten jüdischer Herkunft waren, verschärfte die Lage erheblich. In der DDR folgte die Festnahme des ursprünglich protestantischen Kommunisten Paul Merker, der im Zweiten Weltkrieg seine Solidarität mit verfolgten Juden zum Ausdruck gebracht hatte und 1952 zu acht Jahren Zuchthaus verurteilt wurde. Daraufhin verließen bis 1953 rund 500 jüdische Gemeindemitglieder die DDR, was die ohnehin kleine jüdische Gemeinschaft weiter reduzierte.

## Antizionismus und staatliche Position
Die offizielle Haltung der DDR gegenüber Juden war von einer ausgeprägten Widersprüchlichkeit geprägt. Einerseits wurden Juden als Opfer des Faschismus anerkannt und alimentiert, andererseits verfolgte der Staat eine strikte antizionistische Politik. Der Zionismus wurde als imperialistische Bewegung angesehen, und Israel galt als „Speerspitze des US-Imperialismus“ im Nahen Osten. Die DDR pflegte keine diplomatischen Beziehungen zu Israel und unterstützte stattdessen aktiv arabische Staaten sowie die Palästinensische Befreiungsorganisation (PLO) durch Waffenlieferungen und militärische Ausbildung. Die Staatssicherheit (Stasi) überwachte systematisch jüdische Gemeinschaften und Einzelpersonen, was die Entfremdung der jüdischen Gemeinschaft vom Staat weiter verstärkte.

## Jüdisches Leben in der DDR
Zum 1952 bis 1990 bestehenden Verband der Jüdischen Gemeinden in der DDR zählten die Gemeinden in Berlin, Erfurt, die Jüdische Gemeinde zu Halle, Jüdische Gemeinde Leipzig, die Synagogen-Gemeinde zu Magdeburg und die Jüdische Gemeinde Schwerin.
Seit 1953 erschien vierteljährlich das Nachrichtenblatt der Jüdischen Gemeinde von Groß-Berlin und des Verbandes der Jüdischen Gemeinden in der Deutschen Demokratischen Republik.
Die jüdischen Gemeinden in der DDR verringerten sich kontinuierlich. In den 1980er Jahren zählte die größte Gemeinde in Ost-Berlin nur noch etwa 200 Mitglieder. Der Mangel an Rabbinern und religiöser Infrastruktur erschwerte die Aufrechterhaltung jüdischer Traditionen signifikant. Viele jüdische Mitglieder der SED traten aus Furcht vor Repressionen aus den Gemeinden aus. Trotz dieser Herausforderungen spielten einige jüdische Intellektuelle wie Arnold Zweig und Anna Seghers eine bedeutende Rolle im kulturellen Leben der DDR. Die „Vereinigung der Jüdischen Gemeinden in der DDR“ fungierte als Dachverband und versuchte, die Interessen der jüdischen Gemeinschaft gegenüber dem Staat zu vertreten.

## Antisemitismus in der DDR-Bevölkerung
Entgegen der offiziellen antifaschistischen Rhetorik existierte in der DDR-Bevölkerung ein latenter Antisemitismus. Der Historiker Harry Waibel dokumentierte 900 antisemitische Verbrechen in der DDR, darunter etwa 200 pogromartige Angriffe seit den 1960er-Jahren. Diese Vorfälle wurden von den Behörden oft heruntergespielt oder verschwiegen, um das Bild des antifaschistischen Staates nicht zu gefährden.

## Spätere Entwicklungen

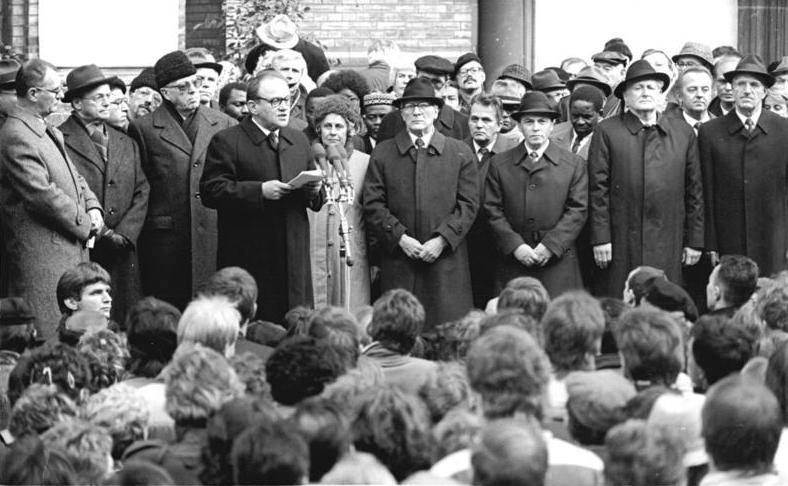
Neue Grundsteinlegung der Neuen Synagoge 1988: Oberbürgermeister Erhard Krack und Erich Honecker

Nach Josef Stalins Tod 1953 nahmen die offenen Repressionen ab, doch antisemitische Verdächtigungen blieben weiterhin bestehen. Die DDR verweigerte lange Zeit Wiedergutmachungszahlungen an Holocaust-Überlebende und erkannte erst 1988 begrenzte Entschädigungen an. Die offizielle Erinnerungskultur fokussierte sich primär auf den kommunistischen Widerstand, während die spezifisch jüdische Dimension des Holocausts marginalisiert wurde. Ein symbolischer Wendepunkt war die Wiedereröffnung der Neuen Synagoge in Ost-Berlin als „Centrum Judaicum“ im Jahr 1988. Am 12. April 1990 verabschiedete die erste frei gewählte Volkskammer eine Resolution, in der sie sich von der bisherigen antizionistischen Politik distanzierte und sich für das begangene Unrecht entschuldigte.

## Vergleich zur Situation in der Bundesrepublik Deutschland
Im Gegensatz zur DDR erkannte die Bundesrepublik Deutschland frühzeitig ihre Verantwortung gegenüber den jüdischen Opfern des Nationalsozialismus. Das Luxemburger Abkommen von 1952 regelte Entschädigungszahlungen an jüdische Überlebende und den Staat Israel. Die Bundesrepublik stellte diplomatische Beziehungen zu Israel her und unterstützte den jüdischen Staat, was einen immensen Kontrast zur Politik der DDR darstellt.
Die jüdischen Gemeinden in Westdeutschland erfuhren einen langsamen, aber stetigen Wiederaufbau. Die Zahl der Juden in der Bundesrepublik stieg von etwa 15.000 in den 1950er Jahren auf rund 30.000 in den 1980er Jahren, während sie in der DDR auf wenige Hundert sank. Allerdings gab es auch in der BRD Probleme mit Antisemitismus und der Aufarbeitung der NS-Vergangenheit, jedoch wurden diese Themen offener diskutiert als in der DDR.

## Nach der Wiedervereinigung
Nach der Wiedervereinigung 1990 erlebten die jüdischen Gemeinden in Ostdeutschland durch Zuwanderung von Juden aus der ehemaligen Sowjetunion einen signifikanten Aufschwung.